# Абуд, Лилиана
Лилиа́на Абу́д (исп. Liliana Abud; род. 5 июля 1948) — мексиканская актриса, сценаристка и писательница.

## Биография
Родилась 5 июля 1948 года. В мексиканское кино попала случайно: придя встречать своего будущего супруга Альфонсо Рендона на киностудию Televisa, где он был штатным сотрудником, она очень понравилась известному режиссёру Фернандо Чакону, и тот предложил ей крохотную эпизодическую роль на несколько серий. Это был телесериал «Богатые тоже плачут», после выхода на экраны которого она открыла в себе дар актрисы. В 1985 году актриса снимается в 60-серийном телесериале «Никто, кроме тебя», где она исполнила роль Камилы, родной сестры Антонио Ломбардо (Андрес Гарсия). В 1987 году актриса снимается в одной из своих главных и ведущих ролей — роли Кандиды Линарес в телесериале «Дикая Роза», после исполнения которой актриса стала известной не только у себя на родине, но также во всём мире. В 1989 году её ждала последняя актёрская слава — актриса исполнила роль Сонии Мендес Давилы, родной сестры Хуана Антонио (Энрике Нови), в телесериале «Моя вторая мама», после исполнения которой актриса решила оставить свою актёрскую карьеру.
В процессе съёмок телесериала «Моя вторая мама» у неё стало катастрофически портиться зрение, и последние несколько десятков серий актриса была вынуждена сниматься в очках, так как без очков не могла уже даже ориентироваться. После окончания съёмок из-за испортившегося зрения актриса решила сменить актёрскую карьеру на карьеру писательницы и сценаристки. По словам самой актрисы, она не хотела, чтобы зрители видели любимую актрису полуслепой и в толстых очках. Из-под её пера вышли оригинальные сценарии, которые позже были экранизированы, её книги также вызвали большой спрос в магазинах Мексики.

## Фильмография
Теленовеллы студии Televisa
- 1979 — Богатые тоже плачут…. эпизод
- 1979 — Запретная любовь…. Сильвия
- 1980 — Мираж…. эпизод
- 1980 — Колорина…. Альба
- 1982 — Габриэль и Габриэла…. Марта
- 1985 — Никто кроме тебя…. Камила Ломбардо
- 1986 — Проклятое наследство…. Клара Веларде
- 1987 — Дикая Роза…. Кандида Линарес (дубляж — Ольга Машная)
- 1989 — Моя вторая мама…. Сония Мендес Давила

### Как сценаристка и писательница
Оригинальные романы Лилианы Абуд, экранизированные на ТВ:
- 1986 — Раны души (соавторы — Эрик Вонн и Линда Гиакуман)
- 1988 — Любовь в тишине (соавтор — Эрик Вонн)
- 1991 — Пойманная (соавтор — Кармен Даниэль)

Телевизионные версии экранизированных романов, обработанных Лилианой Абуд:
- 1990 — Я покупаю эту женщину (оригинал — Ольга Руил Лопес)
- 1997 — Мария Исабель[исп.] (оригинал — Йоланда Варгас Дульсе)
- 1997 — Разлучённые (оригинал — Каридад Браво Адамс и Луис Морено)
- 1998 — Привилегия любить (оригинал — Делия Фиалло)
- 1999 — Росалинда (оригинал — Делия Фиалло)
- 2000 — Обними меня крепче(оригинал — Рене Муньос и Каридад Браво Адамс)
- 2002 — Между любовью и ненавистью (оригинал — Хильда Моралес Аллоус)
- 2003 — Истинная любовь
- 2003 — Ночная Марианна (оригинал — Делия Фиалло)
- 2005 — Мачеха (оригинал — Артуро Мойя Грау) (сценарий — Рафаэль Банкельс)
- 2008 — Огонь в крови (оригинал — Хулио Хименес)
- 2009 — Дикое сердце (оригинал — Каридад Браво Адамс и Ольга Руил Лопес)
- 2010 — Торжество любви (оригинал — Делия Фиалло)

## Награды и премии

### TVyNovelas
- 2009 — Номинация «Самый лучший сценарий» — Сериал «Огонь в крови» — номинирована.